# اوستی (ناحیه ییهلاوا)
اوستی (به چکی: Ústí) یک منطقهٔ مسکونی در جمهوری چک است که در ناحیه ییهلاوا واقع شده‌است. اوستی ۹٫۱۳ کیلومتر مربع مساحت و ۲۲۷ نفر جمعیت دارد و ۵۸۵ متر بالاتر از سطح دریا واقع شده‌است.